# 카스피해늑대
카스피해늑대(학명 : Canis lupus campestris) 또는 스텝늑대(영어: Steppe wolf)는 늑대의 아종 중 하나로 카스피해 주변 지역, 코카서스 스텝 지대, 로어 볼가 지역, 카자흐스탄 남부, 우랄 지역 북부 및 서식하고 있다.